# Albiorix mexicanus
Albiorix mexicanus är en spindeldjursart som först beskrevs av Banks 1898.  Albiorix mexicanus ingår i släktet Albiorix och familjen Ideoroncidae. Inga underarter finns listade i Catalogue of Life.